# Onthophagus bicornis
Onthophagus bicornis là một loài bọ cánh cứng trong họ Bọ hung (Scarabaeidae).